# Ronaldo Martínez
Ronaldo Iván Martínez Rolón (Eusebio Ayala, 25 aprile 1996) è un calciatore paraguaiano, attaccante del Platense.

## Carriera

### Club
Martínez è cresciuto nel settore giovanile del Cerro Porteño ed ha debuttato in prima squadra il 25 luglio 2017, nell'incontro di División Profesional pareggiato 1-1 contro lo Sp. San Lorenzo proprio grazie ad una sua rete nei minuti finali. Negli anni seguenti è stato ceduto in prestito a Dep. Capiatá e Central Norte (S) in Argentina, tornando a giocare con il Cerro solamente dal 2020 al 2021.
Nel luglio del 2021 è passato a titolo definitivo al The Strongest in Bolivia, ma dopo soli sei mesi è rientrato in Paraguay al Resistencia, dove ha giocato una stagione da titolare segnando 13 reti in 40 partite.
Il 5 gennaio 2023 è passato in prestito al Platense con opzione di acquisto. Al termine della stagione è stato riscattato ed ha firmato un contratto fno al 2026 con i Calamares.

### Nazionale
Nel 2013 ha partecipato con il Paraguay Under-17 al campionato sudamericano di categoria.

## Statistiche

### Presenze e reti nei club
Statistiche aggiornate al 13 luglio 2025.
| Stagione                 | Squadra                  | Campionato               | Campionato | Campionato | Coppe nazionali | Coppe nazionali | Coppe nazionali | Coppe continentali | Coppe continentali | Coppe continentali | Altre coppe | Altre coppe | Altre coppe | Totale | Totale | Totale |
| Stagione                 | Squadra                  | Comp                     | Pres       | Reti       | Comp            | Pres            | Reti            | Comp               | Pres               | Reti               | Comp        | Pres        | Reti        | Pres   | Reti   |        |
| ------------------------ | ------------------------ | ------------------------ | ---------- | ---------- | --------------- | --------------- | --------------- | ------------------ | ------------------ | ------------------ | ----------- | ----------- | ----------- | ------ | ------ | ------ |
| 2015                     | Cerro Porteño            | PD                       | 2          | 1          | -               | -               | -               | -                  | -                  | -                  | -           | -           | -           | 2      | 1      |        |
| 2017                     | Cerro Porteño            | PD                       | 2          | 0          | -               | -               | -               | CS                 | 0                  | 0                  | -           | -           | -           | 2      | 0      |        |
| 2018                     | Dep. Capiatá             | PD                       | 7          | 3          | CP              | 0               | 0               | -                  | -                  | -                  | -           | -           | -           | 7      | 3      |        |
| 2018                     | Cerro Porteño            | PD                       | 1          | 0          | CP              | 0               | 0               | -                  | -                  | -                  | -           | -           | -           | 1      | 0      |        |
| 2019                     | Central Norte (S)        | TRF                      | 12         | 8          | -               | -               | -               | -                  | -                  | -                  | -           | -           | -           | 12     | 8      |        |
| 2019-2020                | Central Norte (S)        | TFA                      | 12         | 5          | -               | -               | -               | -                  | -                  | -                  | -           | -           | -           | 12     | 5      |        |
| Totale Central Norte (S) | Totale Central Norte (S) | Totale Central Norte (S) | 24         | 13         |                 | -               | -               |                    | -                  | -                  |             | -           | -           | 24     | 13     |        |
| 2020                     | Cerro Porteño            | PD                       | 6          | 2          | CP              | 0               | 0               | -                  | -                  | -                  | -           | -           | -           | 6      | 2      |        |
| 2021                     | Cerro Porteño            | PD                       | 4          | 1          | CP              | 0               | 0               | CL                 | 0                  | 0                  | -           | -           | -           | 4      | 1      |        |
| Totale Cerro Porteño     | Totale Cerro Porteño     | Totale Cerro Porteño     | 15         | 4          |                 | 0               | 0               |                    | 0                  | 0                  |             | -           | -           | 15     | 4      |        |
| 2021                     | The Strongest            | PD                       | 16         | 3          | -               | -               | -               | -                  | -                  | -                  | -           | -           | -           | 16     | 3      |        |
| 2022                     | Resistencia              | PD                       | 40         | 13         | CP              | 0               | 0               | -                  | -                  | -                  | -           | -           | -           | 40     | 13     |        |
| 2023                     | Platense                 | PD                       | 23         | 3          | CA+CdL          | 2+15            | 0+5             | -                  | -                  | -                  | -           | -           | -           | 40     | 8      |        |
| 2024                     | Platense                 | PD                       | 25         | 3          | CA+CdL          | 2+14            | 0+1             | -                  | -                  | -                  | -           | -           | -           | 41     | 4      |        |
| 2025                     | Platense                 | PD                       | 18         | 3          | CA              | 2               | 0               | -                  | -                  | -                  | -           | -           | -           | 20     | 3      |        |
| Totale Platense          | Totale Platense          | Totale Platense          | 66         | 9          |                 | 35              | 6               |                    | -                  | -                  |             | -           | -           | 101    | 15     |        |
| Totale carriera          | Totale carriera          | Totale carriera          | 168        | 45         |                 | 35              | 6               |                    | 0                  | 0                  |             | -           | -           | 203    | 51     |        |

## Palmarès

### Club

#### Competizioni nazionali
- Campionato paraguaiano: 2

Cerro Porteño: 2017 (Clausura), 2020 (Apertura)
- Campionato argentino: 1

Platense: 2025 (Apertura)